# Giuseppe Visconti di Modrone, I duca di Grazzano Visconti
Don Giuseppe Visconti di Modrone, I duca di Grazzano Visconti (Milano, 10 novembre 1879 – Milano, 16 dicembre 1941), è stato un nobile, imprenditore e dirigente sportivo italiano.

## Biografia

### Infanzia

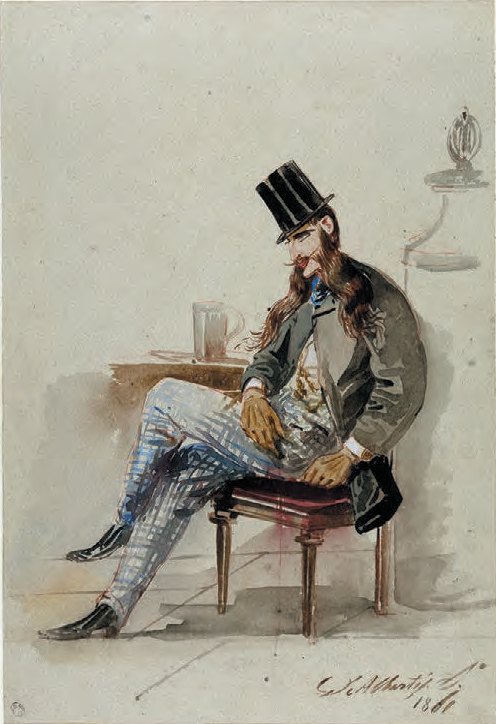
Acquerello del 1861 rappresentante il duca Guido Visconti di Modrone

Giuseppe fu figlio terzogenito del duca Guido Visconti di Modrone, senatore del Regno e capo famiglia dei Visconti di Modrone e di Ida Renzi. 

### Matrimonio
Il 10 novembre 1900, a Cernobbio, si unì in matrimonio con Carla Erba (1880-1939), nipote dell'industriale farmaceutico Carlo e proprietaria della celebre Villa Erba sul Lago di Como, residenza estiva della famiglia. Queste nozze unirono due fra le famiglie più in vista nella Milano dell'epoca, l'una per nascita, l'altra per censo. 

### Filantropo

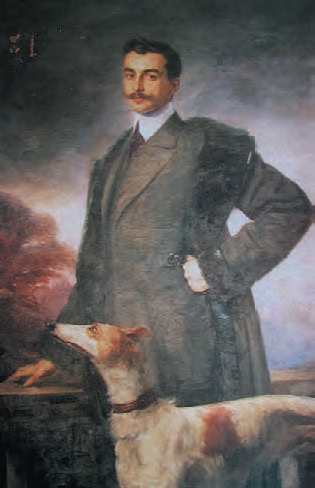
Ritratto di Giuseppe Visconti di Modrone del 1910

Fin da giovane appassionato di letteratura e melodramma, don Giuseppe entrò presto nel Consiglio d'amministrazione del Teatro alla Scala, tradizionalmente finanziato dalla sua e da altre famiglie dell'aristocrazia milanese. Dal 1914 prese inoltre in gestione il Teatro Manzoni, sempre a Milano, e creò una compagnia teatrale insieme al drammaturgo Marco Praga. Fra gli spettacoli messi in scena al Manzoni in questo periodo ci furono Il tabacco fa male e Medea.
Dal 1914 al 1919 fu il presidente dell'Inter e alla fine della sua presidenza gli successe Giorgio Hülss.

### Gentiluomo di Corte
Negli anni '20 prese casa a Roma, dove cominciò a risiedere per periodi più o meno lunghi in una villa lungo la via Salaria, nelle adiacenze della residenza reale. Era, infatti, presente a Corte come "Gentiluomo" addetto alla persona della regina Elena. Sembra aiutasse la sovrana di origine montenegrina a svolgere conversazioni erudite in italiano colto, anche se l'importante frequentazione non mancò di suscitare pettegolezzi nel bel mondo romano fino a presumere apertamente una relazione affettiva tra i due alti personaggi. Relazione di cui, a parte i pettegolezzi, non si è peraltro mai avuto nessun riscontro storicamente verificato.

### Grazzano Visconti

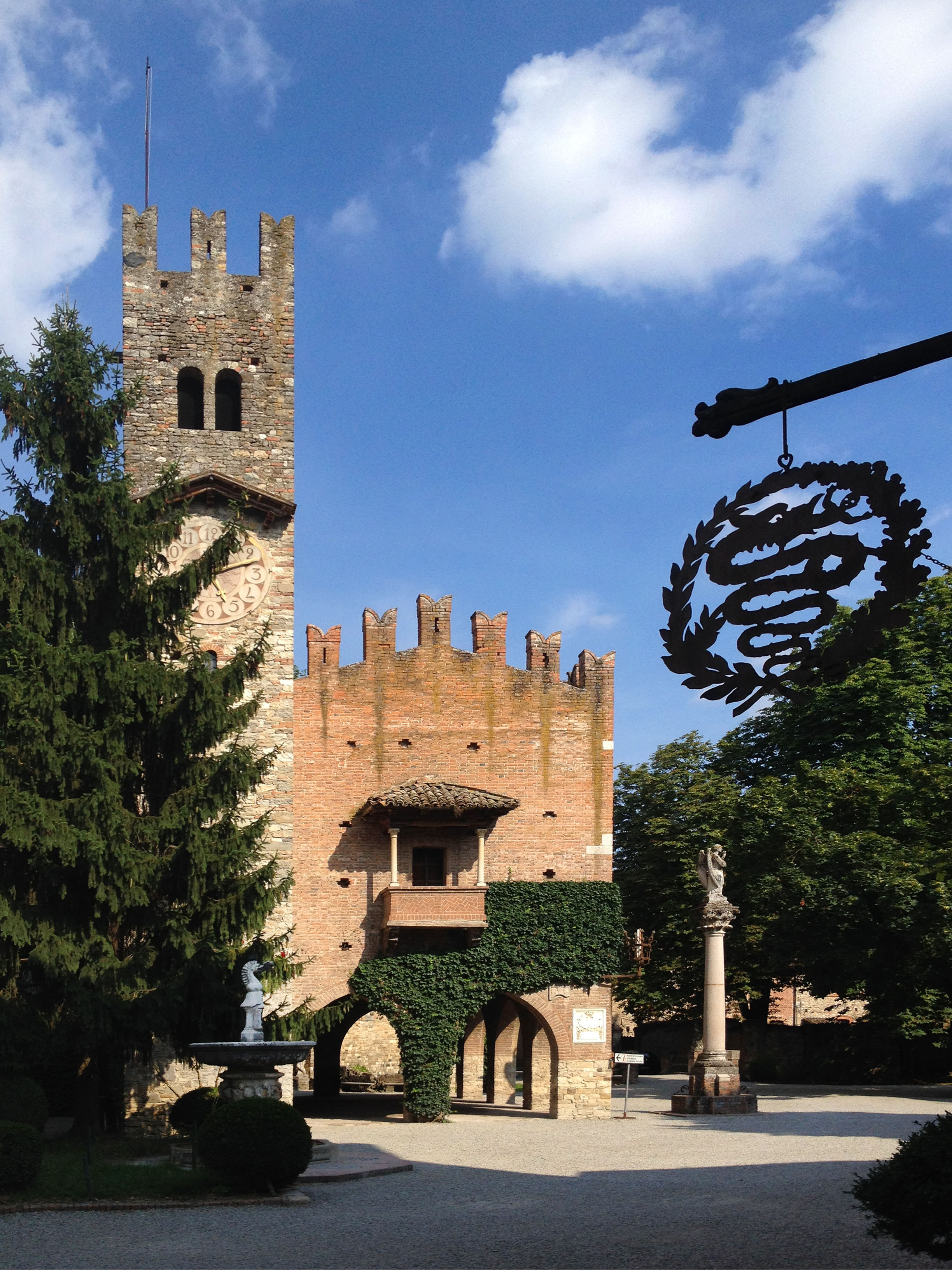
Il Castello di Grazzano Visconti

A Giuseppe Visconti si deve l'importante realizzazione del borgo neo-medioevale di Grazzano, nel Piacentino. Intorno all'antico castello di Grazzano infatti, a partire dai primi anni del Novecento, inizia a svilupparsi un borgo in stile duecentesco fatto di case, botteghe artigiane, laboratori, ecc. In questa impresa don Giuseppe venne coadiuvato dall'architetto Alfredo Campanini e consigliato dall'amico Gabriele D'Annunzio. Oltre a finanziare i lavori di ristrutturazione del castello e la costruzione dei nuovi edifici, Visconti intervenne nei progetti, arrivando ad affrescare personalmente le pareti esterne di alcune case del paese. Intorno al castello e al borgo fu anche creato un magnifico parco di circa 15 ettari, ricco di statue, fontane e giardini coltivati. 
La realizzazione venne talmente apprezzata che re Vittorio Emanuele III, con Regio Decreto, cambiò il nome di Grazzano in Grazzano Visconti e, nel 1937, conferì a Giuseppe Visconti di Modrone il titolo di Duca.

### Profumeria Gi.Vi.Emme
Ancora Giuseppe Visconti inventò profumi per la casa Carlo Erba, tra i quali ottennero particolare fama "Contessa Azzurra" ed il "Giacinto Innamorato" (il nome di quest'ultimo pare anch'esso dovuto all'amico Gabriele D'Annunzio).
Visconti divenne noto come creatore di essenze tanto da fondare poi negli anni '30 una propria azienda nel settore, la Gi. Vi. Emme (le iniziali dei suoi nomi), che in decenni di attività commercializzerà profumi quali "Tabacco di Harar", "Fresco", "Acqua di Selva".

### Industria Duca Visconti di Modrone
Don Giuseppe fu anche industriale tessile. Alla Gi.Vi.Emme infatti si affiancò la Duca Visconti di Modrone, famosa per la produzione di velluti.

### Ultimi anni e morte
Nel 1924 la coppia di coniugi si separò, ma rimase sposata.
Donna Carla venne a mancare il 17 gennaio 1939, a Cortina d'Ampezzo. Giuseppe Visconti morì invece a Milano il 16 dicembre 1941.

## Discendenza
Dal matrimonio tra il duca Giuseppe e Donna Carla nacquero sette figli: 
- Guido;
- Anna;
- Luigi;
- Luchino;
- Edoardo;
- Ida Pace;
- Uberta.

## Ascendenza
|                              |   |                                | Genitori                    |  |  | Nonni |  |  | Bisnonni                           |  |  | Trisnonni                          |  |
|                              |   |                                |                             |  |  |       |  |  | Gaetano Visconti di Lonate Pozzolo |  |  | Filippo Visconti di Lonate Pozzolo |  |
|                              |   |                                |                             |  |  |       |  |  | Gaetano Visconti di Lonate Pozzolo |  |  | Filippo Visconti di Lonate Pozzolo |  |
|                              |   | Maria Caterina Cicogna Mozzoni |                             |  |  |       |  |  | Gaetano Visconti di Lonate Pozzolo |  |  |                                    |  |
| Uberto Visconti di Modrone   |   |                                |                             |  |  |       |  |  | Gaetano Visconti di Lonate Pozzolo |  |  |                                    |  |
|                              |   | Aurelia Gonzaga                | Francesco Nicolò Gonzaga    |  |  |       |  |  |                                    |  |  |                                    |  |
|                              |   | Aurelia Gonzaga                | Francesco Nicolò Gonzaga    |  |  |       |  |  |                                    |  |  |                                    |  |
|                              |   | Aurelia Gonzaga                | Olimpia Scotti              |  |  |       |  |  |                                    |  |  |                                    |  |
| Guido Visconti di Modrone    |   | Aurelia Gonzaga                |                             |  |  |       |  |  |                                    |  |  |                                    |  |
|                              |   | Angelo Vincenzo Gropallo       | Giovanni Francesco Gropallo |  |  |       |  |  |                                    |  |  |                                    |  |
|                              |   | Angelo Vincenzo Gropallo       | Giovanni Francesco Gropallo |  |  |       |  |  |                                    |  |  |                                    |  |
|                              |   | Angelo Vincenzo Gropallo       | Paola Brignole Sale         |  |  |       |  |  |                                    |  |  |                                    |  |
| Giovanna Gropallo            |   | Angelo Vincenzo Gropallo       |                             |  |  |       |  |  |                                    |  |  |                                    |  |
|                              |   | Laura Pertusati                | Gaetano Pertusati           |  |  |       |  |  |                                    |  |  |                                    |  |
|                              |   | Laura Pertusati                | Gaetano Pertusati           |  |  |       |  |  |                                    |  |  |                                    |  |
|                              |   | Laura Pertusati                | Teresa Visconti             |  |  |       |  |  |                                    |  |  |                                    |  |
| Giuseppe Visconti di Modrone |   | Laura Pertusati                |                             |  |  |       |  |  |                                    |  |  |                                    |  |
|                              | … | …                              |                             |  |  |       |  |  |                                    |  |  |                                    |  |
|                              | … | …                              |                             |  |  |       |  |  |                                    |  |  |                                    |  |
|                              | … | …                              |                             |  |  |       |  |  |                                    |  |  |                                    |  |
| Francesco Renzi              | … |                                |                             |  |  |       |  |  |                                    |  |  |                                    |  |
|                              |   | …                              | …                           |  |  |       |  |  |                                    |  |  |                                    |  |
|                              |   | …                              | …                           |  |  |       |  |  |                                    |  |  |                                    |  |
|                              |   | …                              | …                           |  |  |       |  |  |                                    |  |  |                                    |  |
| Ida Renzi                    |   | …                              |                             |  |  |       |  |  |                                    |  |  |                                    |  |
|                              |   | Giorgio Gritti                 | …                           |  |  |       |  |  |                                    |  |  |                                    |  |
|                              |   | Giorgio Gritti                 | …                           |  |  |       |  |  |                                    |  |  |                                    |  |
|                              |   | Giorgio Gritti                 | …                           |  |  |       |  |  |                                    |  |  |                                    |  |
| Lucrezia Giovanna Gritti     |   | Giorgio Gritti                 |                             |  |  |       |  |  |                                    |  |  |                                    |  |
|                              |   | Caterina Passagnoli            | …                           |  |  |       |  |  |                                    |  |  |                                    |  |
|                              |   | Caterina Passagnoli            | …                           |  |  |       |  |  |                                    |  |  |                                    |  |
|                              |   | Caterina Passagnoli            | …                           |  |  |       |  |  |                                    |  |  |                                    |  |
|                              |   | Caterina Passagnoli            |                             |  |  |       |  |  |                                    |  |  |                                    |  |